# Васильки (Саратовская область)
Васильки — посёлок в Александрово-Гайском районе Саратовской области России. Входит в состав Александрово-Гайского муниципального образования.

## География
Посёлок находится в юго-восточной части Саратовской области, в полупустынной зоне, в пределах Прикаспийской низменности, на левом берегу реки Большой Узень, к северу от села Александров Гай. Абсолютная высота — 20 метров над уровнем моря.

## История
Указом Президиума ВС РСФСР в 1991 г. вновь возникшему населенному пункту на территории Александрово-Гайского района Саратовской области присвоено наименование посёлок Васильки.

## Население
| 2000 | 2002 | 2010 | 2018 |
| ---- | ---- | ---- | ---- |
| 362  | ↗428 | ↗440 | ↘332 |

Гендерный состав
По данным Всероссийской переписи населения 2010 года в гендерной структуре населения мужчины составляли 49,3 %, женщины — соответственно 50,7 %.
Национальный состав
Согласно результатам переписи 2002 года, в национальной структуре населения казахи составляли 66 % из 428 чел., русские — 31 %.

## Инфраструктура
На посёлке функционирует фельдшерско-акушерский пункт.

## Улицы
Уличная сеть посёлка состоит из 11 улиц.